# آنتونیای بزرگ
آنتونیای بزرگ (لاتین: Antonia Maior; August/September 39 BC – ۱ ژانویهٔ ۰۰۳۲) آریستوکراسی (طبقه) اهل روم باستان بود. خواهرزاده اولین امپراتور روم، آگوستوس، دختر بزرگ اکتاویای کوچک و شوهر دومش، حاکم در حکومت سه‌نفره مارک آنتونی بود.